# Orgosolo
Orgosolo est une commune de la province de Nuoro en Sardaigne. La commune est connue pour son abondance de peintures murales pour la plupart très ancrées à gauche.

## Géographie

### Site

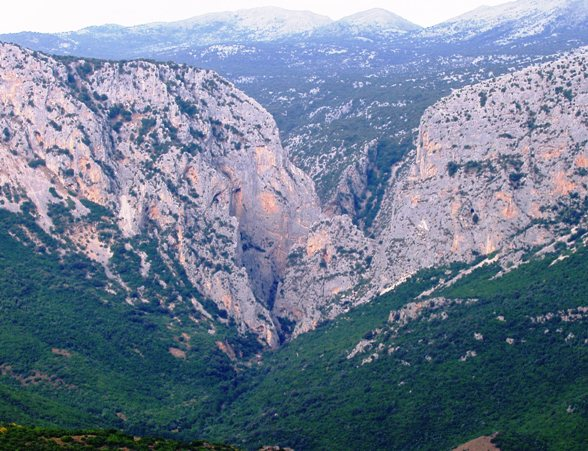
Gorge de Gorroppu.

Orgosolo se situe au cœur de la Barbagia, dans le massif du Supramonte (it), au pied du mont Lisorgoni (978 mètres) et à proximité de la gorge de Gorroppu.
L'altitude moyenne de la commune se situe à 620 mètres d'altitude et sa superficie s'étend sur 224 km2.

### Communes limitrophes
Les communes attenantes à Orgosolo sont Dorgali, Fonni, Mamoiada, Nuoro, Oliena, Talana (OG), Urzulei (OG) et Villagrande Strisaili (OG).

## Histoire

### Origines
Des vestiges de la culture nuragique sont présents aux alentours de la commune : village de pierre, dolmens, tombes troglodytiques et tombes dites « de géant ».
Pays pauvre, de pâturages et de reliefs peu habités, Orgosolo fut le théâtre de vols de bétail (moutons, cochons) et de séquestrations contre rançons qui alimentèrent le mythe du « bandit sarde ». On connaît l'histoire de Giovanni Corbeddu Salis, qui, au XIXe siècle prit le maquis pendant 18 ans, avant d'être abattu par les carabinieri, auquel Louis Van Gasteren consacra un film en 1975. Dans un film d'inspiration néo-réaliste sorti en 1961, Bandits à Orgosolo, tourné dans le Supramonte (it), dans le village et les environs d'Orgosolo, avec des bergers du lieu, Vittorio De Seta s'intéresse au mythe du bandit sarde et cherche à comprendre quelle réalité il recouvre.
Ce dernier, largement fantasmé, fut d'abord construit sur la tradition de résistance aux occupations coloniales (phénicienne, carthaginoise, romaine, espagnole...) ou militaires (OTAN, bases américaines) ainsi qu'à l'État italien, particulièrement forte dans la Barbagia.
Cet « atavisme rebelle » donna lieu à des études pseudocriminologiques au XIXe siècle : Alfredo Niceforo, disciple de Cesare Lombroso, décréta ainsi dans un livre intitulé La criminalità in Sardegna que la forme du crâne des sardes les prédisposait au crime - un extrait de son étude fait l'objet d'une peinture murale ironique.

### La révolte de Pratobello en 1969
A Pratobello, l'élevage ovin a pour objet la transformation du lait en Pecorino sardo et pratique la transhumance en Sardaigne, qui fait depuis le XXIe siècle l'objet de circuits de randonnée en Sardaigne.
Le village est le théâtre en 1969 de la révolte de Pratobello. Le 27 mai 1969, un avis sur les murs de la ville demande aux bergers, qui travaillaient du secteur de Pratobello de transférer leur bétail ailleurs car, pendant deux mois, cette zone serait utilisée comme champ de tir. Le 9 juin, 3 500 citoyens d'Orgosolo ont commencé la mobilisation puis le 18 du même mois, la population a investi la Piazza Patteri: de l'assemblée est venue la décision de mettre en place une forme de protestation non violente et donc d'occuper pacifiquement la ville de Pratobello. À partir du 19 juin, l'occupation a commencé et après quelques jours, au cours desquels aucun épisode de violence ne s'est produit, l'armée a abandonné les exercices et s'est retirée. À la suite de ces faits, le phénomène du muralisme, ou mouvement de la peinture murale est né et se diffuse dans une soixantaine de villages de la Barbagia où avait lieu la transhumance en Sardaigne. Ce « mouvement muraliste » et les peintures sont devenues une importante attraction pour les visiteurs de la région, contribuant au tourisme en Sardaigne.
Deux ans plus tard, en 1971, en France, sur le plateau du Larzac, les bergers apprenaient eux aussi qu’ils allaient devoir déménager en raison d'un projet d’extension de camp militaire.
Ce village a organisé une fête à l’occasion des 40 ans de la "lutte de Pratobello", avec une assemblée populaire pour en témoigner et célébrer l'importance de préserver les territoires, les langues et les cultures locales dans la Sardaigne actuelle.

## Démographie
Nombre d'habitants recensés

## Administration
| Période                                  | Période | Identité         | Étiquette     | Qualité |
| ---------------------------------------- | ------- | ---------------- | ------------- | ------- |
| 10 mai 2005                              | 2010    | Francesco Meloni | Liste civique |         |
| 6 juin 2016                              | 2021    | Dionigi Deledda  | Liste civique |         |
| Les données manquantes sont à compléter. |         |                  |               |         |

## Économie
L'économie est essentiellement pastorale, mais l'industrie du bâtiment et le tertiaire (services, tourisme) y tiennent une place grandissante, grâce à la position du site le long d'un des axes de la randonnée en Sardaigne. Le tourisme s'est intéressé aux célèbres peintures murales qui racontent des événements quotidiens, l’histoire et ses luttes sont en effet considérées comme un patrimoine culturel.

## Culture

### Peintures murales
Orgosolo compte 400 peintures murales. Pour beaucoup politiques, elles portent la mémoire des luttes locales (celle de Pratobello contre l'installation d'un camp de l'OTAN, celles des bergers contre les industriels et les patrons), des combats internationaux (contre la Guerre du Viêt Nam, pour la paix en Palestine...), des personnes tuées à l'usine (celle, locale, d'Otana, ou bien une usine new-yorkaise) ou dans des conflits avec l'État (par exemple, hommage à Carlo Giuliani, tué par la police lors du contre-G8 à Gênes en 2001). D'autres murales évoquent le quotidien du village : bergers, femmes avec enfants, anciens qui discutent.
La toute première peinture a été effectuée en 1968 par un collectif anarchiste de Milan, le groupe Dioniso. En 1975, Francesco Del Casino, un professeur de dessin siennois, proche du Parti Communiste, s'installe dans le village après avoir vu le film Banditi a Orgosolo. Il réalise, souvent dans un style inspiré de Picasso, de très nombreuses peintures pendant deux décennies, associant ses élèves à leur réalisation et parlant avec les habitants du village. Les Api (« les Abeilles »), un groupe d'anciens élèves de del Casino, essentiellement constitué de femmes, a ensuite pris la relève, toujours avec cette intention politique de faire des peintures des supports à discussion.
Aujourd'hui, des artistes du village, mais aussi issus d'Italie, d'Allemagne, de France ou d'ailleurs continuent à peindre sur les murs - certains respectant le caractère spontané, collectif et éphémère des fresques initiales, d'autres jouant davantage sur l'institutionnalisation du phénomène (organisation de concours par des particuliers ou par la mairie, velléités de développer le tourisme).

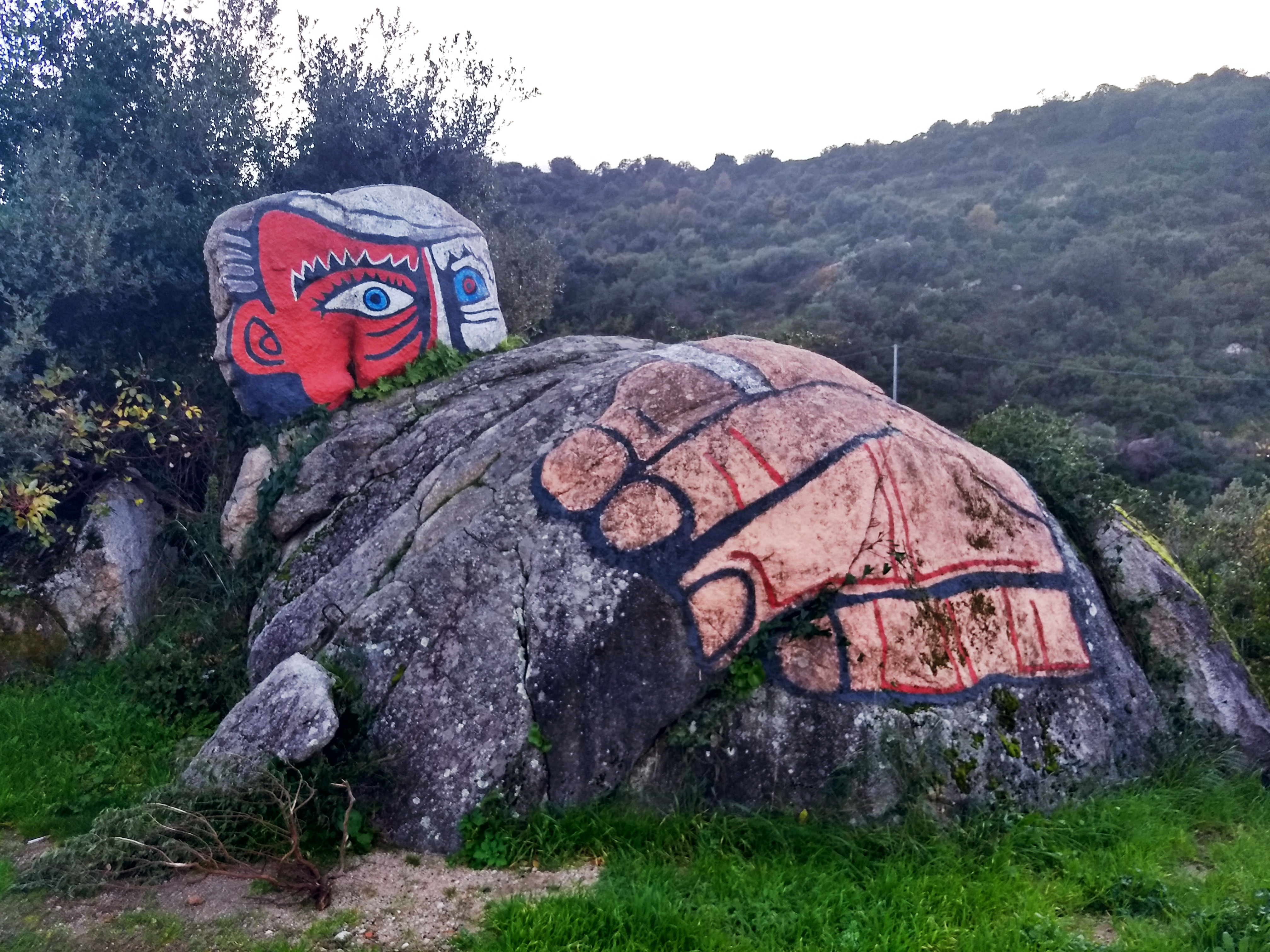
Peinture murale sur roche
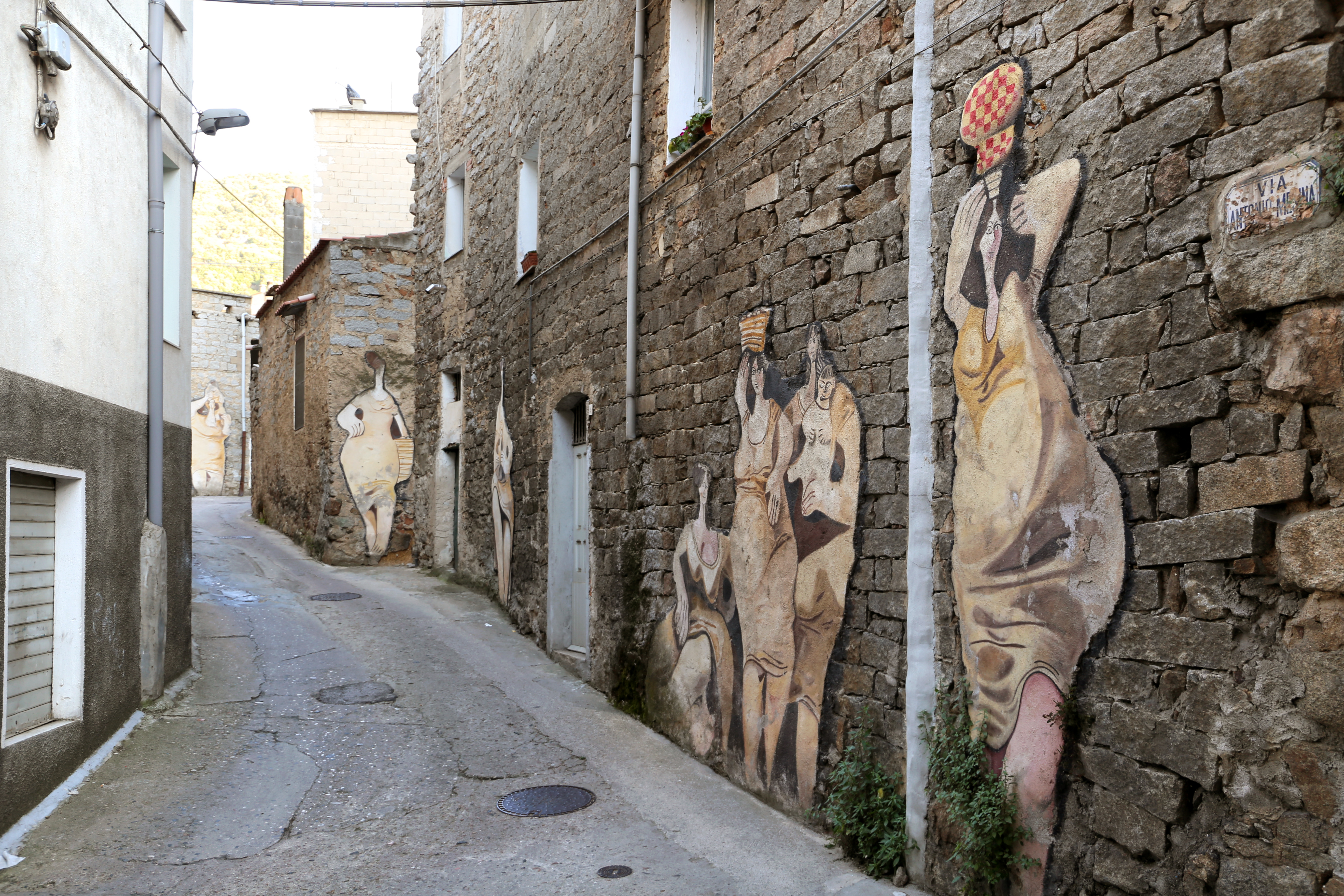
"Murales" représentant des femmes
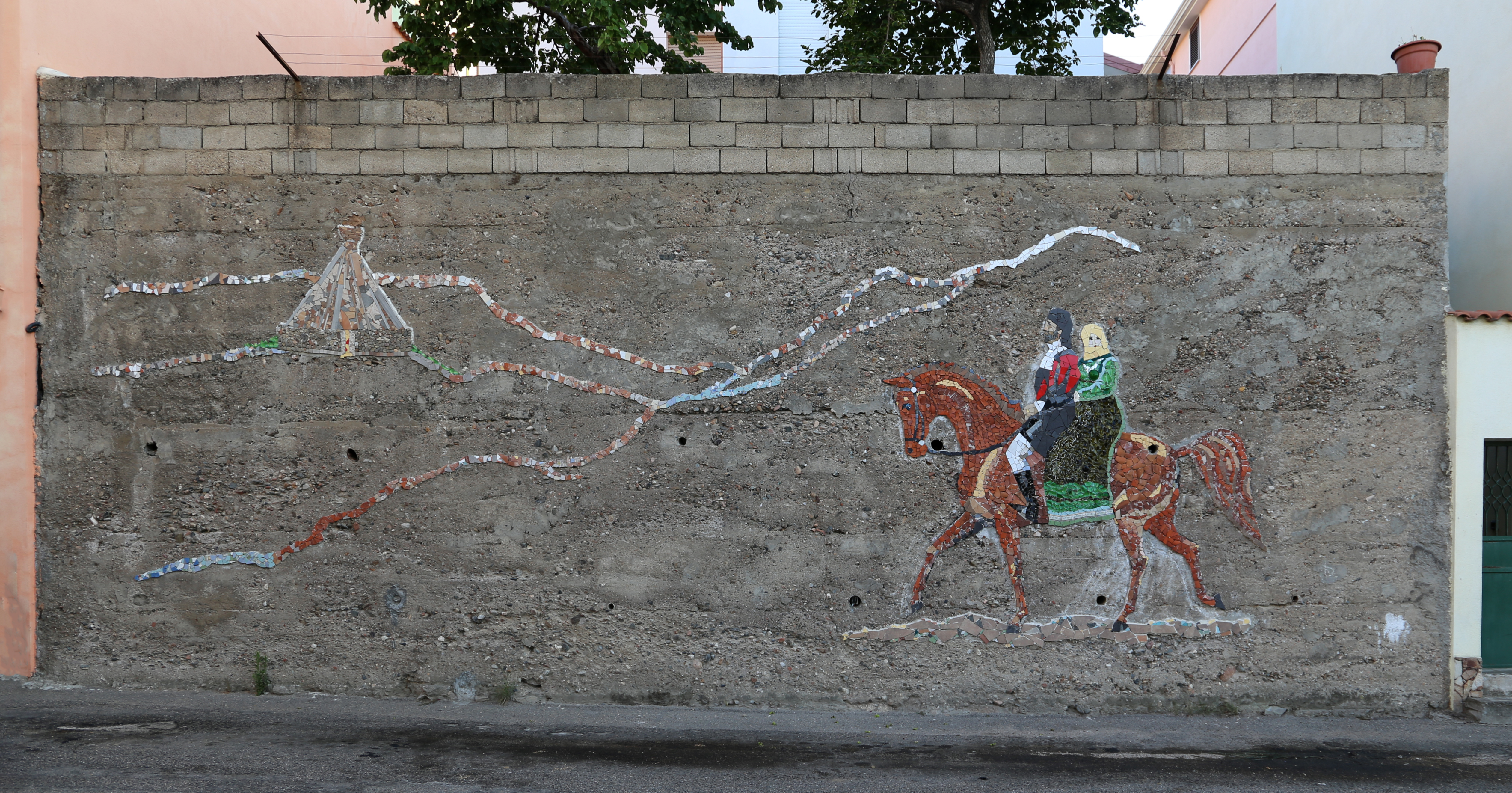
"Murales" représentant deux sardes à cheval
"Murales" politiques

### Chants polyphoniques
Le chant guttural a tenore est notamment pratiqué dans le village par le Gruppo Rubanu, le Gruppo Murales, Tenores Untana Vona, Tenores Antonia Mesina, Tenores Sirilò et Tenores Santu Juvanne.
Un improvisateur ténor (parfois plusieurs, qui se relayent à mesure que le chant évolue) chante en sarde les phrases d'un poème et trois choristes (une basse, un baryton, un contralto) lui répondent par des syllabes qui scandent chacune de ses interventions.
Les hommes (car les femmes ne pratiquent pas ce chant) se placent généralement en cercle fermé, debout, chacun portant la main à son oreille pour mieux entendre et maîtriser sa voix et son chant.
On retrouve dans ces chants ancestraux des motifs similaires à ceux portés plus récemment sur les peintures murales : les poèmes parlent de la vie des bergers et du village, des luttes collectives (de nouveau celle de Pratobello), des ouvriers tués à l'usine, de la Barbagia.

### Cinéma
Vittorio De Seta a tourné en 1961 dans la commune et avec des habitants du village le film Bandits à Orgosolo (Banditi a Orgosolo). Dans un style néo-réaliste, il filme l'histoire d'un berger impliqué malgré lui dans un vol de bétail et accusé à tort du meurtre d'un carabinieri.